# Соколов, Артём Евгеньевич
Арте́м Евге́ньевич Соколо́в (род. 1 апреля 2003, Якутск) — российский футболист, полузащитник клуба «Чайка». Мастер спорта России (2025).

## Клубная карьера
Родился в Якутске.
Занимался дзюдо. После закрытия секции с пяти лет стал заниматься футболом в якутском ДФК «Пульс», тренер — Василий Викторович Ивочкин. 
В 2014 году перешёл в академию «Чертаново». В 2020 году был признан лучшим игроком Юношеской футбольной лиги по версии Transfermarkt. Также признавался лучшим футболистом Москвы среди юношей 2003 года рождения.
11 мая 2019 года в матче первенства ПФЛ против клуба «Знамя Труда» дебютировал в профессиональном футболе за «Чертаново-2». 
17 ноября 2019 года сыграл первый матч в первенстве ФНЛ за основную команду «Чертаново» против «Химок». 
24 июня 2021 года подписал контракт с клубом «Химки». 1 августа 2021 года дебютировал в чемпионате России в гостевом матче 2 тура против «Краснодара», выйдя на замену на 90+7-й минуте.
9 февраля 2022 года был куплен «Крыльями Советов». 6 апреля 2022 года дебютировал за команду в матче РПЛ против «Ростова», выйдя на замену на 80-й минуте.
22 февраля 2023 года на правах аренды присоединился к клубу «Пари Нижний Новгород».
31 июля 2024 года был арендован московским «Торпедо». 27 января 2025 договор аренды был расторгнут.
27 января 2025 года в рамках аренды пополнил состав клуба «Челябинск».
29 июля 2025 на правах свободного агента перешёл в «Чайку».

## Карьера в сборной
В 2018 году сыграл в семи товарищеских матчах за сборную России 2003 года рождения под руководством Станислава Коротаева, забил три гола. 
За сборную России (до 16 лет) под руководством Дмитрия Хомухи в 2018—2019 годах провёл 13 матчей, забил четыре гола.
За сборную России (до 17 лет) в отборочном турнире к впоследствии отменённому чемпионату Европы 2020 сыграл все три матча, забил три гола (два — в решающей игре против сборной Швейцарии).
В ноябре 2021 года провел 3 матча и забил 1 гол в отборочном турнире чемпионата Европы 2022 за сборную России (до 19 лет).
Осенью 2022 года был вызван в сборную России (до 21 года), за которую сыграл в трёх товарищеских матчах.

## Статистика выступлений
| Выступление        | Выступление       | Выступление      | Лига | Лига | Кубки | Кубки | Стыковые матчи | Стыковые матчи | Итого | Итого |
| Клуб               | Лига              | Сезон            | Игры | Голы | Игры  | Голы  | Игры           | Голы           | Игры  | Голы  |
| ------------------ | ----------------- | ---------------- | ---- | ---- | ----- | ----- | -------------- | -------------- | ----- | ----- |
| Чертаново          | ФНЛ               | 2019/20          | 1    | 0    | 0     | 0     | —              | —              | 1     | 0     |
| Чертаново          | ФНЛ               | 2020/21          | 14   | 3    | 0     | 0     | —              | —              | 14    | 3     |
| Чертаново          | Итого             | Итого            | 15   | 3    | 0     | 0     | —              | —              | 15    | 3     |
| → Чертаново-2      | ПФЛ               | 2018/19          | 2    | 0    | —     | —     | —              | —              | 2     | 0     |
| → Чертаново-2      | Итого             | Итого            | 2    | 0    | —     | —     | —              | —              | 2     | 0     |
| Химки              | РПЛ               | 2021/22          | 12   | 0    | 2     | 0     | 0              | 0              | 14    | 0     |
| Химки              | Итого             | Итого            | 12   | 0    | 2     | 0     | 0              | 0              | 14    | 0     |
| Крылья Советов     | РПЛ               | 2021/22          | 4    | 0    | 0     | 0     | —              | —              | 4     | 0     |
| Крылья Советов     | РПЛ               | 2022/23          | 12   | 0    | 3     | 0     | —              | —              | 15    | 0     |
| Крылья Советов     | РПЛ               | 2023/24          | 3    | 0    | 1     | 0     | —              | —              | 4     | 0     |
| Крылья Советов     | Итого             | Итого            | 19   | 0    | 4     | 0     | —              | —              | 23    | 0     |
| → Пари НН          | РПЛ               | 2022/23          | 6    | 0    | 0     | 0     | 1              | 0              | 7     | 0     |
| → Пари НН          | Итого             | Итого            | 6    | 0    | 0     | 0     | 1              | 0              | 7     | 0     |
| → Крылья Советов-2 | Вторая лига («Б») | 2024             | 2    | 1    | —     | —     | —              | —              | 2     | 1     |
| → Крылья Советов-2 | Итого             | Итого            | 2    | 1    | —     | —     | —              | —              | 2     | 1     |
| → Торпедо (Москва) | Первая лига       | 2024/25          | 5    | 1    | 1     | 0     | —              | —              | 6     | 1     |
| → Торпедо (Москва) | Итого             | Итого            | 5    | 1    | 1     | 0     | —              | —              | 6     | 1     |
| → Челябинск        | Вторая лига («А») | 2024/25          | 16   | 0    | 0     | 0     | 1              | 0              | 17    | 0     |
| → Челябинск        | Итого             | Итого            | 16   | 0    | 0     | 0     | 1              | 0              | 17    | 0     |
| Чайка              | Первая лига       | 2025/26          | 3    | 1    | 0     | 0     | —              | —              | 3     | 1     |
| Чайка              | Итого             | Итого            | 3    | 1    | 0     | 0     | —              | —              | 3     | 1     |
| Всего за карьеру   | Всего за карьеру  | Всего за карьеру | 80   | 6    | 7     | 0     | 2              | 0              | 89    | 6     |

## Достижения
«Чертаново»
- Бронзовый призёр ФНЛ: 2019/20